# Selidosema herbuloti
Selidosema herbuloti är en fjärilsart som beskrevs av Charles E. Rungs 1975. Selidosema herbuloti ingår i släktet Selidosema och familjen mätare. Inga underarter finns listade i Catalogue of Life.